# Berber (ciutat)
Berber (àrab: بربر, Barbar) és una ciutat del Sudan, a l'estat del Nil, que fou capital del territori tribal de Berber i després de la província de Berber.
Inicialment la capital de la regió era Gooz (Kuz al-Funj) però aquesta estava en decadència el 1814 i la capital havia passat a Ankheyre més al nord, ciutat desconeguda que probablement és una mala transcripció d'al-Mikhayrif (o el-Mekheyr). Aquí van establir el seu quarter els mahdistes; la vila de Berber va sorgir una mica més al nord, a l'emplaçament del campament mahdista. Va perdre importància després del 1897 i la capital fou transferida a al-Damir el 1905.